# Shimpei Fukuoka
Shimpei Fukuoka (福岡 慎平, Fukuoka Shimpei), né le 27 juin 2000 à Nara au Japon, est un footballeur japonais. Il joue au poste de milieu offensif au Kyoto Sanga.

## Biographie

### En club
Né à Nara au Japon, Shimpei Fukuoka est formé par le Kyoto Sanga, où il commence sa carrière professionnelle. Il joue son premier match en professionnel le 2 juin 2018, à l'occasion d'une rencontre de championnat face au Zweigen Kanazawa. Il entre en jeu à la place de Tomoya Koyamatsu lors de cette rencontre remportée par son équipe sur le score de trois buts à un. Le 30 juin 2018, Fukuoka inscrit son premier but en professionnel, lors d'une rencontre de championnat face au Ventforet Kōfu. Titularisé, il ouvre le score mais les deux équipes se neutralisent (1-1 score final). Après plusieurs matchs joués, il est définitivement intégré à l'équipe première en novembre 2018.
Le 18 août 2021, Fukuoka débute pour la première fois un match avec le club en tant que capitaine, lors d'une rencontre de coupe du Japon face au Urawa Red Diamonds. Son équipe est battue par un but à zéro ce jour-là.
Lors de la saison 2021, il participe à la montée du club en première division. Étant devenu un joueur majeur de l'équipe, il change de numéro pour opter pour le 10 en janvier 2022.
Le 19 février 2022, Fukuoka joue son premier match en J. League 1, lors de la première journée de la saison 2022 contre les Urawa Red Diamonds. Il entre en jeu et son équipe s'impose par un but à zéro.

### En sélection
Shimpei Fukuoka représente l'équipe du Japon des moins de 17 ans. Avec cette sélection il participe à la coupe du monde des moins de 17 ans en 2017. Lors de ce tournoi organisé en Inde il est titulaire et capitaine, jouant un total de cinq matchs. Son équipe sort de la phase de groupe avant d'être éliminée par l'Angleterre en huitièmes de finale, après une séance de tirs au but remportée par les Anglais.
Shimpei Fukuoka joue un seul match avec l'équipe du Japon des moins de 19 ans, le 2 février 2018 contre l'Espagne. Il est titularisé ce jour-là, et son équipe s'incline par deux buts à zéro.